# 麥克·戴斯
麥克·肖爾戴斯（英語：Mark Shouldice，1977年12月21日—），又被稱為麥克·戴斯（Mark Dice），是一名美國右派YouTube名人、陰謀論者和作家，知名於有關秘密組織的陰謀論，例如光明會、畢德堡俱樂部、骷髏會、Bohemian Grove和撒旦崇拜。

## 生涯
2005年，戴斯寫了一本關於光明會及新世界秩序陰謀論的書籍《The Resistance Manifesto》，很快地在互聯網的陰謀群組中受到大眾歡迎。2009年，他出版《The Illuminati: Facts & Fiction》，主要討論有關光明會的可能性。他也持續寫有關秘密組織、陰謀論和政府監控問題的書。

## 書籍作品
- 《THE Book on Dating: Strategies Every Guy Should Know》（2008年）ISBN 1475104081
- 《The Resistance Manifesto》（2005年，增訂版2008年）ISBN 0-9673466-4-9
- 《The Illuminati: Facts & Fiction》（2009年）ISBN 0-9673466-5-7
- 《The New World Order: Facts & Fiction》（2010年）ISBN 0-9673466-7-3
- 《Big Brother: The Orwellian Nightmare Come True》（2011年）ISBN 0-9673466-1-4
- 《Causing Trouble: High School Pranks, College Craziness, and Moving to California》（2012年）ISBN 0-96734669X
- 《Illuminati in the Music Industry》（2013年）ISBN 978-0988726819
- 《Inside The Illuminati: Evidence, Objectives, and Methods of Operation》（2014年）ISBN 978-0988726840
- 《The Bilderberg Group: Facts and Fiction》（2015年）ISBN 978-0988726888
- 《The Bohemian Grove: Facts and Fiction》（2015年）ISBN 978-1943591008
- 《The Illuminati in Hollywood》（2016年）ISBN 098-8726866